# 늑대 7
《늑대 7》(중국어: 七匹狼, Seven Wolfs Sketches)은 타이완에서 제작된 주연평 감독의 1989년 액션 영화이다. 왕걸 등이 주연으로 출연하였다.

## 출연

### 주연
- 왕걸
- 탁종화

### 조연
- 장우생